# Citrumelo
Parent  A  de l'hybridation 
  Poncirus trifoliata 
×

Parent  B  de l'hybridation 
  Citrus × paradisi 
Le Citrumelo est un agrume hybride entre un grapefruit C. paradisi et un Poncirus trifoliata employé comme porte-greffe des pamplemousses, des oranges et des mandarines.

## Dénomination
Il est aussi appelé citrumelo Swingle ou Swingle.
× Citroncirus J. W. Ingram & H. E. Moore est un genre non évalué (Citrus × Poncirus) au sens strict Citrus sinensis × Poncirus trifoliata c'est-à-dire quelques citranges mais on y trouve aussi parfois citrumelo qui n'est pourtant pas un hybride d'orange douce.
Citrus macrophylla Wester est l'Alemow et non le citrumelo.

## Histoire
Walter T. Swingle a développé une multitude d'hybrides (Citrange, limequat et tangelo bien connus, et aussi citrimshu, cicitrange, citradia, citrandarin, faustrime, faustrimon, faustrimedin, citrangedin, citrangarin, citranguma, citrangequat, limelo, bigaraldin, orangelo, orangequat, clemelo, siamelo, satsumelo, siamor, calarin, calashu et citrumelo). Ce dernier est obtenu en 1907, mentionné en 1913 dans le Journal of agricultural research «sans aucune valeur économique à cause de sa susceptibilité au chancre des agrumes». Il est décrit comme hybride de C. grandis var. Bowen grapefruit x Poncirus trifoliata, Bowen est synonyme de Duncan et il ne fut publié qu'en 1974.
En 1954, il est signalé dans les porte-greffes tolérant au CTV, en 1975 Hutchison publie Citrulemo A promising rootstock hybrid , en 1982 sa résistance au nématode est démontrée, puis à Phytophthora nicotianae. En 1983, le cultivar Sacaton prometteur pour les citrons, les pamplemousses et les tangelos en Inde et en Floride voit sa diffusion freinée par la variabilité des semis.
En 1954, il est majoritaire dans les porte-greffes utilisés en Floride. B. Aubert et G. Vullin (1998) le signalent largement utilisé, pour pamplemousses, les oranges et les mandarines car plus tolérant au Phytophthora que Citrange Carrizo, et porteur asymptomatique du CTV.

## Utilisation
Le fruit est non consommable: très amère.

### Porte-greffe
Les hybrides de Poncirus sont d'une façon générale résistants au froid, citrumelo doit son succès à cette résistance. Les sources américaine donne une rusticité USDA de 7 à 10 soit la tolérance à des gels de −15 à −12 °C et aussi une inadaptation aux climats chaud de la zone habituelle des agrumes (9 à 12).
Il est bon porte-greffe avec la clémentine, des incompatibilités ont été signalées avec certains citronnier et cédratiers. Il supporte ni les sols argileux lourd, ni les sols à pH élevé (calcaire) ce qui le rend inadapté à la plupart des sols méditerranéens. Il colore en oranger le fruit donné par le greffon.

### Hybrides et mutants
Sakaton nommé également Yuma est une obtention nanifiante. Le tétraploïde Citrumelo 4475 améliore la tolérance de la clémentine aux carences nutritionnelles à long terme (2021).
Le porte-greffe transgénique de citrumelo avec le gène P5CSF129A codant pour l'enzyme clé de la synthèse de la proline a montré une excellente résistance à la sécheresse (2011).